# Induismo in Malaysia

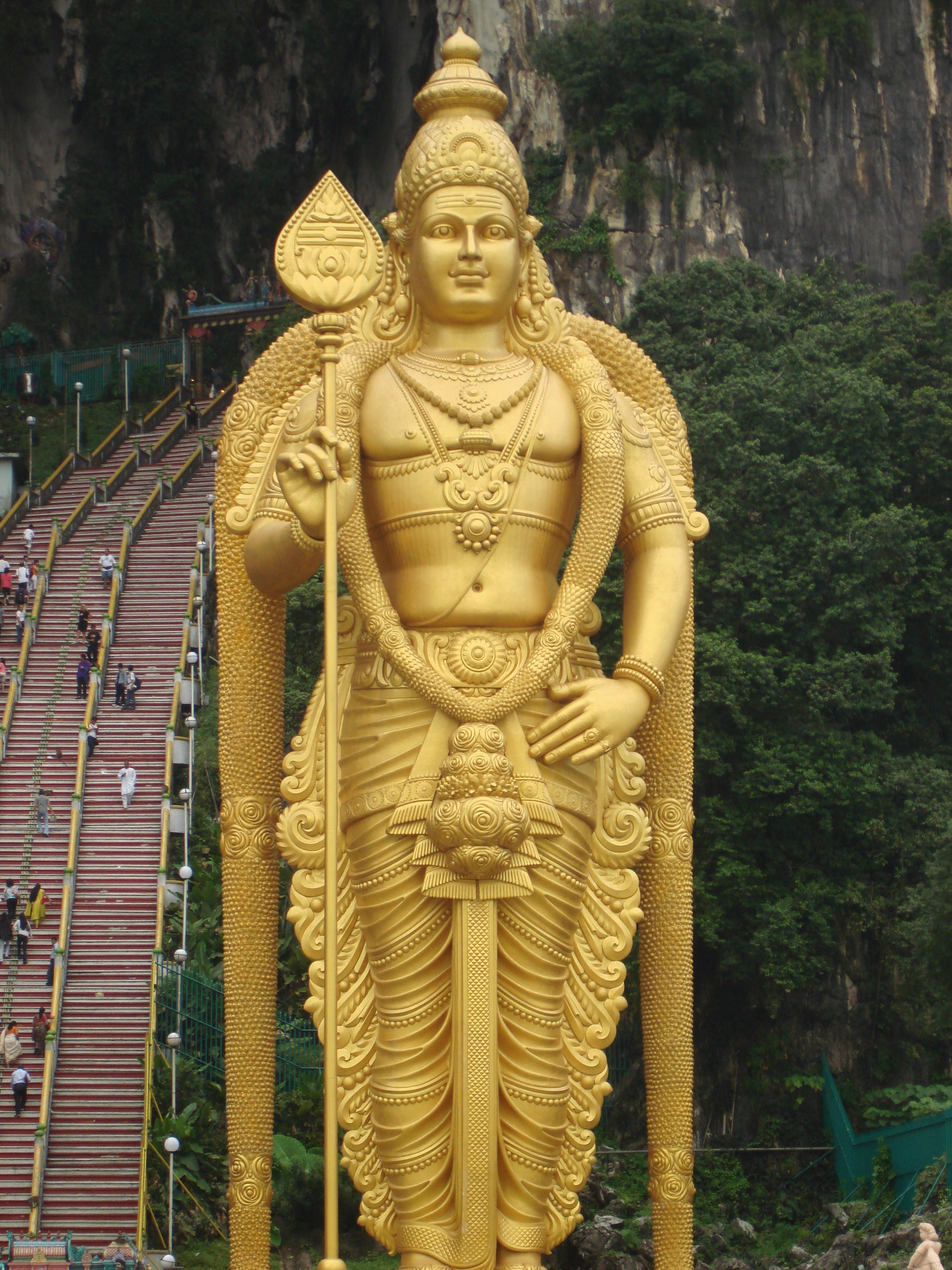
Statua dorata del Signore Murugam/Karttikeya posta all'ingresso delle grotte di Batu e del relativo tempio.

L'Induismo è la quarta religione della Malaysia. Circa 1.780.000 cittadine malesi (corrispondente al 6,3% della popolazione totale) sono indù, secondo le stime del censimento svoltosi nel 2010.
La maggior parte degli indù malesi sono stabilmente presenti nella parte occidentale della penisola malese. Lo stato malese con la più alta percentuale di abitanti induisti è Negeri Sembilan (13,4%), seguito da Selangor (11,6%), Perak (10,9%) e il territorio federale di Kuala Lumpur (8,5%); mentre lo stato con la minima percentuale di popolazione indù è Sabah (0,1%).
Gli indiani, assieme ad altri gruppi etnici come i cinesi, iniziarono ad arrivare in Malesia in epoca antica e nedioevale; nel 2010 vi erano 1,91 milioni di cittadini di origine etnica indiana. Circa 1,64 milioni di indiani malesi (86%) sono indù, con 140.000 malesi non indiani che professano anch'essi l'induismo.
La Malesia ottenne l'indipendenza dall'impero britannico coloniale nel 1957, da allora in poi ha dichiarato come ufficiale religione di stato l'Islam, adottando però una costituzione che preserva le minoranze religiose: da un lato protegge la libertà di religione, ma in altre parti invece limita la libera espressione delle proprie confessionidi fede.
In questi ultimi decenni sono stati riportati casi crescenti di discriminazione, quando non di vera e propria persecuzione, nei confronti degli indù (assieme ad altre minoranze), da parte di vari governi malesi a maggioranza musulmana che mettono in pratica la Sharia. Un gran numero di mandir (tempio indiano) costruiti all'interno di proprietà private, fatti costruiti molto prima dell'indipendenza della Malesia, sono stati demoliti per ordine di funzionari governativi in questi ultimi anni.

## Storia
Similmente a quanto accadde nell'arcipelago indonesiano, anche nell'arcipelago malese i nativi malesi hanno praticato credenze indigene rifacentesi all'animismo; questo prima dell'arrivo di buddhismo, induismo ed islam.
Non è ancora del tutto chiaro quando si verificarono i primi viaggi indiani attraverso la baia del Bengala; stime prudenti collocano i primi arrivi sulle coste malesi ad almeno 1.700 anni fa. La crescita degli scambi inter-commerciali con il subcontinente indiano ha portato gran parte della gente che abitava lungo le zone costiere a contatto con l'induismo; in tal modo le tradizioni della cultura dell'India e la lingua sanscrita cominciarono a diffondersi in tutto il paese. Vennero costruiti templi in stile indiano, mentre i re locali cominciarono a far riferimento a se stessi come Raja, adottando inoltre anche gli aspetti a loro più desiderabili della forma di governo indiana.
Successivamente piccoli stati malesi palesemente induizzati iniziarono ad apparire lungo le regioni costiere della penisola, in particolare i regni di Gangga Negara (II secolo), Langkasuka (II secolo) e Kedah (IV secolo); tra il VII ed il XIII secolo molti di questi piccoli stati commerciarono per via marittima con l'ovest e raggiungendo una buona condizione di prosperità generale. Tutto questo continuò fino a quando il dominio sulle rotte commerciali passò sotto il controllo dell'impero i Srivijaya, grande regno indo-malese con capitale Palembang sull'isola di Sumatra.

### Era coloniale
Innumerevoli coloni indiani raggiunsero la Malesia provenienti dall'India meridionale durante il dominio coloniale dell'impero britannico, dal XIX a metà del XX secolo. Molti di questi vi giunsero per sfuggire alla povertà ed alle carestie che assillavano l'Impero anglo-indiano, prendendo a lavorare come operai a contratto nella attività minerarie, ma anche nelle piantagioni di canna da zucchero e della gomma, operando a stretto contatto con altri lavoratori immigrati cinesi. Alcuni indiani più istruiti e con la conoscenza della lingua inglese sono stati in seguito nominati a posizioni e responsabilità maggiormente elevate, la maggior parte assunti attraverso uffici di collocamento coloniali britannici a Nagapattinam o Chennai.

## Cultura
L'induismo malese è assai variegato, con molti templi urbani dedicati a specifiche divinità e fondati all'interno delle proprietà private degli abitanti indiani.
Diwali è una festa indù di primaria importanza in Malesia; tradizionalmente gli indo-malesi detengono l'usufrutto di spazi all'interno delle loro abitazioni ove anche persone di diverse etnie e religione vengono accolti per condividere la "festa della luce", così come il cibo e i dolci indiani.

## Distribuzione
Secondo il Censimento 2010 ci sono state 1,777,694 persone auto-identificate come indù (6,27% della popolazione); tra questi, 1.644.072 erano indiani, 111.329 erano non-cittadini, 14.878 erano cinesi, 4.474 altri, e 2.941 tribali (compresi 554 Iban del Sarawak). L'86.18% di tutti i malesi indiani erano indù. Le informazioni raccolte nel censimento si basano sulle risposte date e non fanno riferimento ad alcun documento ufficiale.

### Per sesso o gruppo etnico
| Genere  | Totale della popolazione induù (censimento 2010) | Cittadini indù malesi | Cittadini indù malesi | Cittadini indù malesi | Cittadini indù malesi | Cittadini indù malesi | Cittadini indù non-malesi |
| Genere  | Totale della popolazione induù (censimento 2010) | indù bumiputera       | indù bumiputera       | indù non-bumiputera   | indù non-bumiputera   | indù non-bumiputera   | Cittadini indù non-malesi |
| Genere  | Totale della popolazione induù (censimento 2010) | indù malesi           | Altri indù bumiputera | indù cinesi           | indù indiani          | Altri indù            | Cittadini indù non-malesi |
| ------- | ------------------------------------------------ | --------------------- | --------------------- | --------------------- | --------------------- | --------------------- | ------------------------- |
| Totale  | 1,777,694                                        | 0                     | 2,941                 | 14,878                | 1,644,072             | 4,474                 | 111,329                   |
| maschi  | 921,154                                          | 0                     | 1,524                 | 7,638                 | 821,995               | 2,402                 | 87,595                    |
| femmine | 856,540                                          | 0                     | 1,417                 | 7,240                 | 822,077               | 2,072                 | 23,724                    |

### Per stato
| State              | Totale della popolazione indù (censimento 2010) | % di popolazione |
| ------------------ | ----------------------------------------------- | ---------------- |
| Johor              | 221,128                                         | 6.6%             |
| Kedah              | 130,958                                         | 6.7%             |
| Kelantan           | 3,670                                           | 0.2%             |
| Malacca            | 46,717                                          | 5.7%             |
| Negeri Sembilan    | 136,859                                         | 13.4%            |
| Pahang             | 60,428                                          | 4.0%             |
| Penang             | 135,887                                         | 8.7%             |
| Perak              | 255,337                                         | 10.9%            |
| Perlis             | 1,940                                           | 0.8%             |
| Sabah              | 3,037                                           | 0.1%             |
| Sarawak            | 4,049                                           | 0.2%             |
| Selangor           | 631,980                                         | 11.6%            |
| Terengganu         | 2,509                                           | 0.2%             |
| F. T. Kuala Lumpur | 142,130                                         | 8.5%             |
| F. T. Labuan       | 357                                             | 0.4%             |
| F. T. Putrajaya    | 708                                             | 1.0%             |